# ジョンソン準男爵
ジョンソン準男爵（Johnson baronets）は、イギリスの準男爵位。ジョンソン姓の者が叙された準男爵位は三つあり、1つはグレートブリテン準男爵、2つは連合王国準男爵である。

## ニューヨークのジョンソン準男爵 (1755年)
北アメリカにおけるニューヨークのジョンソン準男爵（Johnson Baronetcy, of New York in North America）は、陸軍少将まで昇進した陸軍軍人でフレンチ・インディアン戦争のジョージ湖の戦いの指揮をとったウィリアム・ジョンソンが1755年11月27日にグレートブリテン準男爵として叙位されたのに始まる。2代準男爵はアメリカ独立戦争中、王党派の指導者として行動。3代準男爵アダム以降のすべてのニューヨークのジョンソン準男爵は、彼の母アン・ワッツを通じてスカイラー家、デランシー家(Delancey family)、ヴァン・コートランド家の血を引いている。2019年も現存。
- 初代準男爵サー・ウィリアム・ジョンソン (1715–1774)
- 2代準男爵サー・ジョン・ジョンソン（英語版） (1742–1830)
- 3代準男爵サー・アダム・ゴードン・ジョンソン (1781–1843)
- 4代準男爵サー・ウィリアム・ジョージ・ジョンソン（英語版） (1830–1908)
- 5代準男爵サー・エドワード・ゴードン・ジョンソン (1867–1957)
- 6代準男爵サー・ジョン・ペイリー・ジョンソン (1907–1975)
- 7代準男爵サー・ピーター・コルポイズ・ペイリー・ジョンソン (1930–2003)
- 8代準男爵サー・（コルポイズ）・ガイ・ジョンソン (1965-)
  - 法定推定相続人はコルポイズ・ウィリアム・ジョンソン (1993-)

## バースのジョンソン準男爵 (1818年)
バースにおけるジョンソン準男爵（Johnson Baronetcy, of Bath）は、陸軍大将まで昇進した陸軍軍人でアメリカ独立戦争に参戦し、ニュー・ロスの戦いの指揮をとったヘンリー・ジョンソンが1818年12月1日に連合王国準男爵位として叙位されたのに始まる。1989年に6代準男爵が死去した後、7代準男爵と8代準男爵は継承者であることを証明できていないため、準男爵公式名簿においては1986年以来停止(dormant)と記述されている。
- 初代準男爵サー・ヘンリー・ジョンソン（英語版） (1748–1835)
- 2代準男爵サー・ヘンリー・アレン・ジョンソン (1785–1860)
- 3代準男爵サー・ヘンリー・フランクス・フレデリック・ジョンソン (1819–1883)
- 4代準男爵サー・ヘンリー・アレン・ウィリアム・ジョンソン (1855–1944)
- 5代準男爵サー・ヘンリー・アレン・ボーモント・ジョンソン (1887–1965)
- 6代準男爵サー・ヴィクター・フィリップス・ヒル・ジョンソン (1905–1986)
- 7代準男爵(推定)ロビン・エリオット・ジョンソン (1929–1989)
- 8代準男爵(推定)パトリック・エリオット・ジョンソン (1955-)
  - 法定推定相続人は現当主の長男リチャード・エリオット・ジョンソン(1983-)

## ダブリンのジョンソン準男爵 (1909年)
ダブリンのジョンソン準男爵（Johnson Baronetcy, of Dublin）は、アイルランドの法律家、政治家ウィリアム・ムーア・ジョンソンが1909年11月24日に連合王国準男爵に叙位されたのにはじまるが、1919年の彼の死とともに廃絶した。
- 初代準男爵ウィリアム・ムーア・ジョンソン（英語版） (1828–1919)